# Emily (filme)
Emily (bra/prt: Emily) é um filme biográfico escrito e dirigido por Frances O'Connor.

## Sinopse
Retrata a breve vida da famosa escritora inglesa Emily Brontë, que morreu muito jovem, aos 30 anos de idade.

## Elenco
- Emma Mackey como Emily Brontë
- Fionn Whitehead como Branwell Brontë
- Oliver Jackson-Cohen como William Weightman
- Alexandra Dowling como Charlotte Brontë
- Amelia Gething como Anne Brontë
- Adrian Dunbar como Patrick Brontë
- Gemma Jones

## Produção
O filme foi anunciado em maio de 2020 com Emma Mackey no elenco do papel titular, com Joe Alwyn, Fionn Whitehead e Emily Beecham sendo escalados como várias pessoas na vida de Emily.  Frances O'Connor escreverá e dirigirá o filme.
Alwyn e Beechman saíram do elenco antes do início das filmagens em abril de 2021 em Yorkshire, com Oliver Jackson-Cohen, Alexandra Dowling, Amelia Gething, Gemma Jones e Adrian Dunbar se juntando ao elenco. As filmagens começaram em 16 de abril e terminaram em 26 de maio de 2021.

## Lançamento
O filme estreou no Festival de Toronto em 9 de setembro de 2022, e foi lançado pela Warner Bros. no Reino Unido em 14 de outubro de 2022.

## Recepção

### Resposta da crítica
No site agregador de críticas Rotten Tomatoes, 87% das 133 resenhas dos críticos são positivas, com uma classificação média de 7,4/10. O consenso do site diz: "Com uma abordagem irreverente e estimulante à história, e Emma Mackey dando vida vibrante a Brontë, Emily é um filme biográfico que consegue parecer verdadeiro ao mesmo tempo em que toma liberdades criativas divertidas." O Metacritic, que usa uma média ponderada, atribuiu ao filme uma pontuação de 75 em 100, baseado em 36 críticos, indicando críticas "geralmente favoráveis".

### Indicações
| Prêmio                          | Data da cerimônia     | Categoria                                        | Destinatário(s)                                                                                                   | Resultado | Ref.   |
| ------------------------------- | --------------------- | ------------------------------------------------ | --- | --------- | ------ |
| British Independent Film Awards | 4 de dezembro de 2022 | Melhor Desempenho de Liderança                   | Emma Mackey | Indicado  | [ 14 ] |
| British Independent Film Awards | 4 de dezembro de 2022 | Melhor Desempenho de Apoio                       | Fionn Whitehead                                                                                                   | Indicado  | [ 14 ] |
| British Independent Film Awards | 4 de dezembro de 2022 | Prêmio Douglas Hickox (Melhor Diretor Estreante) | Frances O'Connor                                                                                                  | Indicado  | [ 14 ] |
| British Independent Film Awards | 4 de dezembro de 2022 | Melhor Desempenho de Conjunto                    | Amelia Gething, Emma Mackey, Oliver Jackson-Cohen, Fionn Whitehead, Alexandra Dowling, Gemma Jones, Adrian Dunbar | Indicado  | [ 14 ] |